# Grallaria carrikeri
El tororoí de Carriker o tororoi de pico pálido  (Grallaria carrikeri), también denominado chululú de pico pálido, es una especie de ave paseriforme de la familia Grallariidae perteneciente al numeroso género Grallaria, anteriormente incluido en Formicariidae. Es endémico de Perú. 

## Distribución y hábitat
Se distribuye por la pendiente oriental de los Andes del norte de Perú (Amazonas y La Libertad).
Esta especie es considerada poco común y local en su hábitat natural: el suelo o cerca de él de bosques montanos y sus bordes entre los 2350 y 2900 m de altitud.

## Estado de conservación
El tororoí de Carriker ha sido calificado como casi amenazado por la Unión Internacional para la Conservación de la Naturaleza (IUCN) debido a que su pequeña zona de distribución y su población, todavía no cuantificada, se presumen estar en decadencia como resultado de la continua pérdida de hábitat. Sin embargo, su zona no está severamente fragmentada o se restringe a pocas localidades.